# Gymnodamaeus saltuensis
Gymnodamaeus saltuensis är en kvalsterart som beskrevs av Adilson D. Paschoal 1982. Gymnodamaeus saltuensis ingår i släktet Gymnodamaeus och familjen Gymnodamaeidae. Inga underarter finns listade i Catalogue of Life.